# Lista sinonimelor taxonomice ale Solanum tuberosum
Solanum tuberosum (cartoful) are cel puțin 438 de sinonime taxonomice.
- Battata tuberosa (L. Hill)
- Larnax sylvarum subsp. novogranatensis (N.W.Sawyer)
- Lycopersicon tuberosum (L. Mill.)
- Parmentiera edulis (Raf.)
- Solanum andigenum (Juz. & Bukasov)
- Solanum andigenum convar. acutifolium (Lechn.)
- Solanum andigenum convar. adpressipilosum (Lechn.)
- Solanum andigenum f. alccai-huarmi (Bukasov & Lechn.)
- Solanum andigenum f. ancacc-maquin (Bukasov & Lechn.)
- Solanum andigenum f. arcuatum (Bukasov & Lechn.)
- Solanum andigenum subsp. argentinicum (Lechn.)
- Solanum andigenum subsp. australiperuvianum (Lechn.)
- Solanum andigenum subsp. aya-papa (Bukasov & Lechn.)
- Solanum andigenum var. aymaranum (Bukasov & Lechn.)
- Solanum andigenum f. basiscopum (Bukasov & Lechn.)
- Solanum andigenum f. bifidum (Bukasov & Lechn.)
- Solanum andigenum var. bolivianum (Bukasov & Lechn.)
- Solanum andigenum subsp. bolivianum (Lechn.)
- Solanum andigenum convar. brachistylum (Lechn.)
- Solanum andigenum convar. brevicalyces (Lechn.)
- Solanum andigenum var. brevicalyx (Bukasov & Lechn.)
- Solanum andigenum convar. brevipilosum (Lechn.)
- Solanum andigenum f. caesium (Bukasov & Lechn.)
- Solanum andigenum f. caiceda (Bukasov)
- Solanum andigenum var. carhua (Vargas)
- Solanum andigenum f. ccompetillo (Bukasov & Lechn.)
- Solanum andigenum f. ccompis (Bukasov & Lechn.)
- Solanum andigenum var. ccusi (Bukasov & Lechn.)
- Solanum andigenum subsp. centraliperuvianum (Lechn.)
- Solanum andigenum f. cevallosii (Bukasov & Lechn.)
- Solanum andigenum f. chalcoense (Bukasov)
- Solanum andigenum f. chimaco (Bukasov & Lechn.)
- Solanum andigenum var. ckello-huaccoto (Bukasov & Lechn.)
- Solanum andigenum f. coeruleum (Lechn. ex Bukasov)
- Solanum andigenum var. colombianum (Bukasov)
- Solanum andigenum subsp. colombianum ((Bukasov) Lechn.)
- Solanum andigenum f. conicicolumnatum (Bukasov & Lechn.)
- Solanum andigenum f. cryptostylum (Bukasov & Lechn.)
- Solanum andigenum convar. curtibaccatum (Lechn.)
- Solanum andigenum var. cuzcoense (Bukasov & Lechn.)
- Solanum andigenum var. digitotuberosum (Vargas)
- Solanum andigenum f. dilatatum (Bukasov & Lechn.)
- Solanum andigenum f. discolor (Bukasov & Lechn.)
- Solanum andigenum subsp. ecuatorianum (Lechn.)
- Solanum andigenum convar. elongatibaccatum (Lechn.)
- Solanum andigenum f. elongatipedicellatum (Lechn.)
- Solanum andigenum f. globosum (Bukasov & Lechn.)
- Solanum andigenum var. grauense (Vargas)
- Solanum andigenum f. guatemalense (Bukasov)
- Solanum andigenum var. hederiforme (Bukasov)
- Solanum andigenum var. herrerae (Bukasov & Lechn.)
- Solanum andigenum f. huaca-layra (Bukasov & Lechn.)
- Solanum andigenum var. huairuru (Bukasov & Lechn.)
- Solanum andigenum f. huallata (Bukasov & Lechn.)
- Solanum andigenum f. huaman-uma (Bukasov & Lechn.)
- Solanum andigenum var. imilla (Bukasov & Lechn.)
- Solanum andigenum f. incrassatum (Bukasov & Lechn.)
- Solanum andigenum var. juninum (Bukasov)
- Solanum andigenum f. lanciacuminatum (Bukasov & Lechn.)
- Solanum andigenum f. lapazense (Bukasov & Lechn.)
- Solanum andigenum var. latius (Bukasov & Lechn.)
- Solanum andigenum f. lecke-umo (Bukasov & Lechn.)
- Solanum andigenum f. lilacinoflorum (Bukasov)
- Solanum andigenum f. lisarassa (Bukasov)
- Solanum andigenum f. llutuc-runtum (Lechn. ex Bukasov)
- Solanum andigenum convar. longiacuminatum (Lechn.)
- Solanum andigenum var. longibaccatum (Bukasov & Lechn.)
- Solanum andigenum convar. macron (Lechn.)
- Solanum andigenum f. magnicorollatum (Bukasov & Lechn.)
- Solanum andigenum var. mexicanum (Bukasov)
- Solanum andigenum f. microstigma (Bukasov & Lechn.)
- Solanum andigenum convar. microstigmatum (Lechn.)
- Solanum andigenum f. nodosum (Bukasov)
- Solanum andigenum convar. nudiculum (Lechn.)
- Solanum andigenum convar. obtusiacuminatum (Lechn.)
- Solanum andigenum f. ovatibaccatum (Bukasov & Lechn.)
- Solanum andigenum f. pacus (Lechn. ex Bukasov)
- Solanum andigenum f. pallidum (Bukasov & Lechn.)
- Solanum andigenum var. platyantherum (Bukasov & Lechn.)
- Solanum andigenum f. pomacanchicum (Bukasov & Lechn.)
- Solanum andigenum f. ppacc-nacha (Bukasov & Lechn.)
- Solanum andigenum f. ppaqui (Bukasov & Lechn.)
- Solanum andigenum convar. puca-mata (Lechn.)
- Solanum andigenum var. quechuanum (Bukasov & Lechn.)
- Solanum andigenum var. sihuanum (Bukasov & Lechn.)
- Solanum andigenum var. socco-huaccoto (Bukasov & Lechn.)
- Solanum andigenum convar. stenon (Lechn.)
- Solanum andigenum var. stenophyllum (Bukasov & Lechn.)
- Solanum andigenum f. sunchchu (Bukasov & Lechn.)
- Solanum andigenum subsp. tarmense (Bukasov & Lechn.)
- Solanum andigenum f. tenue (Bukasov & Lechn.)
- Solanum andigenum f. tiahuanacense (Bukasov & Lechn.)
- Solanum andigenum convar. titicacense (Lechn.)
- Solanum andigenum f. tocanum (Bukasov)
- Solanum andigenum f. tolucanum (Bukasov)
- Solanum andigenum f. uncuna (Bukasov & Lechn.)
- Solanum apurimacense (Vargas)
- Solanum aracatscha (Besser)
- Solanum aracc-papa (Juz. ex Rybin)
- Solanum ascasabii (Hawkes)
- Solanum boyacense (Juz. & Bukasov)
- Solanum caniarense (Juz. & Bukasov)
- Solanum cardenasii (Hawkes)
- Solanum cayeuxi (Berthault)
- Solanum chariense (A.Chev.)
- Solanum chaucha (Juz. & Bukasov)
- Solanum chaucha var. ccoe-sulla (Ochoa)
- Solanum chaucha var. ckati (Ochoa)
- Solanum chaucha var. khoyllu (Ochoa)
- Solanum chaucha var. puca-suitu (Ochoa)
- Solanum chaucha f. purpureum (Hawkes)
- Solanum chaucha f. roseum (Hawkes)
- Solanum chaucha var. surimana (Ochoa)
- Solanum chiloense ((A.DC.) Berthault)
- Solanum chilotanum (Hawkes)
- Solanum chilotanum var. angustifurcatum (Lechn.)
- Solanum chilotanum f. magnicorollatum (Lechn.)
- Solanum chilotanum f. parvicorollatum (Lechn.)
- Solanum chilotanum var. talukdarii (Lechn.)
- Solanum chocclo (Bukasov & Lechn.)
- Solanum churuspi (Hawkes)
- Solanum coeruleiflorum (Hawkes)
- Solanum cultum ((A.DC.) Berthault)
- Solanum diemii (E.Brucher)
- Solanum dubium (E.H.L.Krause)
- Solanum erlansonii (Anon.)
- Solanum esculentum (Neck.)
- Solanum estradea (L.E.López)
- Solanum goniocalyx (Juz. & Bukasov)
- Solanum goniocalyx var. caeruleum (Vargas)
- Solanum herrerae (Juz.)
- Solanum hygrothermicum (Ochoa)
- Solanum kesselbrenneri (Juz. & Bukasov)
- Solanum leptostigma (Juz.)
- Solanum leptostigma (Juz. ex Bukasov)
- Solanum macmillanii (Bukasov)
- Solanum maglia var. chubutense (Bitter)
- Solanum maglia var. guaytecarum (Bitter)
- Solanum mamilliferum (Juz. & Bukasov)
- Solanum molinae (Juz.)
- Solanum oceanicum (Brücher)
- Solanum ochoanum (Lechn.)
- Solanum paramoense (Bitter ex Pittier)
- Solanum parmentieri (Molina ex Walp.)
- Solanum parvicorollatum (Lechn.)
- Solanum phureja (Juz. & Bukasov)
- Solanum phureja var. caeruleum (Ochoa)
- Solanum phureja var. erlansonii ((Bukasov & Lechnovitch) Ochoa)
- Solanum phureja subsp. estradae ((L.E.López) Hawkes)
- Solanum phureja var. flavum (Ochoa)
- Solanum phureja subsp. hygrothermicum ((Ochoa) Hawkes)
- Solanum phureja var. janck'o-phureja (Ochoa)
- Solanum phureja var. macmillanii ((Bukasov & Lechnovitch) Ochoa)
- Solanum phureja f. orbiculatum (Ochoa)
- Solanum phureja var. pujeri (Hawkes)
- Solanum phureja var. rubroroseum (Ochoa)
- Solanum phureja var. sanguineum (Ochoa)
- Solanum phureja f. sayhuanimayo (Ochoa)
- Solanum phureja f. timusi (Ochoa)
- Solanum phureja f. viuda (Ochoa)
- Solanum riobambense (Juz. & Bukasov)
- Solanum rybinii (Juz. & Bukasov)
- Solanum rybinii var. bogotense (Hawkes)
- Solanum rybinii var. boyacense ((Juz. & Bukasov) Hawkes)
- Solanum rybinii var. pastoense (Hawkes)
- Solanum rybinii var. popayanum (Hawkes)
- Solanum sabinei ((A.DC.) Berthault)
- Solanum sanmartinense (Brücher)
- Solanum sendigena (Juz. & Bukasov)
- Solanum sinense (Blanco)
- Solanum stenotomum (Juz. & Bukasov)
- Solanum stenotomum f. alcay-imilla (Hawkes)
- Solanum stenotomum f. canasense (Vargas)
- Solanum stenotomum f. canastilla (Hawkes)
- Solanum stenotomum f. catari-papa (Hawkes)
- Solanum stenotomum f. ccami ((Bukasov) Hawkes)
- Solanum stenotomum var. ccami (Bukasov)
- Solanum stenotomum var. chapina (Hawkes)
- Solanum stenotomum f. chilcas (Hawkes)
- Solanum stenotomum f. chincherae (Hawkes)
- Solanum stenotomum f. chojllu (Hawkes)
- Solanum stenotomum f. cochicallo (Hawkes)
- Solanum stenotomum f. cohuasa (Hawkes)
- Solanum stenotomum f. cuchipacon (Hawkes)
- Solanum stenotomum var. cyaneum (Hawkes)
- Solanum stenotomum f. eucaliptae (Hawkes)
- Solanum stenotomum subsp. goniocalyx ((Juz. & Bukasov) Hawkes)
- Solanum stenotomum f. huallata-chinchi (Hawkes)
- Solanum stenotomum f. huamanpa-uman (Hawkes)
- Solanum stenotomum f. huanuchi (Hawkes)
- Solanum stenotomum var. huicu (Hawkes)
- Solanum stenotomum f. kamara (Hawkes)
- Solanum stenotomum f. kantillero (Hawkes)
- Solanum stenotomum var. keccrana (Hawkes)
- Solanum stenotomum f. kehuillo (Hawkes)
- Solanum stenotomum f. koso-nahui (Hawkes)
- Solanum stenotomum var. megalocalyx (Hawkes)
- Solanum stenotomum f. negrum (Hawkes)
- Solanum stenotomum f. orcco-amajaya (Hawkes)
- Solanum stenotomum f. pallidum (Hawkes)
- Solanum stenotomum var. peruanum (Hawkes)
- Solanum stenotomum f. phinu (Hawkes)
- Solanum stenotomum f. phitu-huayacas (Hawkes)
- Solanum stenotomum f. piticana (Hawkes)
- Solanum stenotomum var. pitiquilla (Hawkes)
- Solanum stenotomum f. pitoca (Hawkes)
- Solanum stenotomum var. poccoya (Vargas)
- Solanum stenotomum f. puca (Vargas)
- Solanum stenotomum var. puca-lunca (Hawkes)
- Solanum stenotomum var. putis (Hawkes)
- Solanum stenotomum f. roseum (Hawkes)
- Solanum stenotomum f. tiele (Hawkes)
- Solanum stenotomum f. yana-cculi (Hawkes)
- Solanum stenotomum f. yuracc (Vargas)
- Solanum subandigenum (Hawkes)
- Solanum sylvestre (Audib. ex Dunal)
- Solanum tarmense (Bukasov)
- Solanum tascalense (Brücher)
- Solanum tenuifilamentum (Juz. & Bukasov)
- Solanum tuberosum f. acuminatum (Bukasov & Lechn.)
- Solanum tuberosum var. aethiopicum (Alef.)
- Solanum tuberosum var. alaudinum (Alef.)
- Solanum tuberosum var. album (Alef.)
- Solanum tuberosum f. alkka-imilla (Ochoa)
- Solanum tuberosum f. alkka-silla (Ochoa)
- Solanum tuberosum f. amajaya (Ochoa)
- Solanum tuberosum subsp. andigenum ((Juz. & Bukasov) Hawkes)
- Solanum tuberosum var. anglicum (Alef.)
- Solanum tuberosum f. araucanum (Bukasov & Lechn.)
- Solanum tuberosum f. auriculatum (Bukasov & Lechn.)
- Solanum tuberosum f. azul-runa (Ochoa)
- Solanum tuberosum var. batatinum (Alef.)
- Solanum tuberosum var. bertuchii (Alef.)
- Solanum tuberosum var. borsdorfianum (Alef.)
- Solanum tuberosum var. brachyceras (Alef.)
- Solanum tuberosum f. brachykalukon (Bukasov & Lechn.)
- Solanum tuberosum f. brevipapillosum (Bukasov & Lechn.)
- Solanum tuberosum var. brevipilosum (Bukasov & Lechn.)
- Solanum tuberosum var. bufoninum (Alef.)
- Solanum tuberosum var. californicum (Alef.)
- Solanum tuberosum f. camota (Bukasov & Lechn.)
- Solanum tuberosum var. cepinum (Alef.)
- Solanum tuberosum f. chaped (Bukasov & Lechn.)
- Solanum tuberosum f. chiar-lelekkoya (Ochoa)
- Solanum tuberosum f. chiar-pala (Ochoa)
- Solanum tuberosum subsp. chiloense ((A.DC.) L.I.Kostina)
- Solanum tuberosum var. chiloense (A.DC.)
- Solanum tuberosum var. chilotanum (Bukasov & Lechn.)
- Solanum tuberosum f. chojo-sajama (Ochoa)
- Solanum tuberosum var. chubutense ((Bitter) Hawkes)
- Solanum tuberosum f. conicum (Bukasov & Lechn.)
- Solanum tuberosum var. conocarpum (Alef.)
- Solanum tuberosum f. contortum (Bukasov & Lechn.)
- Solanum tuberosum f. coraila (Bukasov & Lechn.)
- Solanum tuberosum var. cordiforme (Alef.)
- Solanum tuberosum var. corsicanum (Alef.)
- Solanum tuberosum f. crassifilamentum (Bukasov & Lechn.)
- Solanum tuberosum var. crassipedicellatum (Bukasov & Lechn.)
- Solanum tuberosum var. cucumerinum (Alef.)
- Solanum tuberosum var. cultum
- Solanum tuberosum var. drakeanum (Alef.)
- Solanum tuberosum var. elegans (Bukasov & Lechn.)
- Solanum tuberosum f. elongatum (Bukasov & Lechn.)
- Solanum tuberosum var. elongatum (Alef.)
- Solanum tuberosum f. enode (Bukasov & Lechn.)
- Solanum tuberosum var. erythroceras (Alef.)
- Solanum tuberosum var. fragariinum (Alef.)
- Solanum tuberosum var. guaytecarum ((Bitter) Hawkes)
- Solanum tuberosum var. hassicum (Alef.)
- Solanum tuberosum var. helenanum (Alef.)
- Solanum tuberosum var. hispanicum (Alef.)
- Solanum tuberosum var. holsaticum (Alef.)
- Solanum tuberosum f. huaca-zapato (Ochoa)
- Solanum tuberosum f. huichinkka (Ochoa)
- Solanum tuberosum f. indianum (Lechn. ex Bukasov)
- Solanum tuberosum f. infectum (Bukasov & Lechn.)
- Solanum tuberosum f. isla-imilla (Ochoa)
- Solanum tuberosum f. jancck'o-kkoyllu (Ochoa)
- Solanum tuberosum f. janck'o-chockella (Ochoa)
- Solanum tuberosum f. janck'o-pala (Ochoa)
- Solanum tuberosum var. julianum (Alef.)
- Solanum tuberosum var. kaunitzii (Alef.)
- Solanum tuberosum f. kunurana (Ochoa)
- Solanum tuberosum f. laram-lelekkoya (Ochoa)
- Solanum tuberosum f. latum (Bukasov & Lechn.)
- Solanum tuberosum var. laurentianum (Alef.)
- Solanum tuberosum var. lelekkoya (Ochoa)
- Solanum tuberosum var. leonhardianum (Alef.)
- Solanum tuberosum f. mahuinhue (Bukasov & Lechn.)
- Solanum tuberosum var. malcachu (Ochoa)
- Solanum tuberosum var. melanoceras (Alef.)
- Solanum tuberosum var. menapianum (Alef.)
- Solanum tuberosum var. merceri (Alef.)
- Solanum tuberosum f. milagro (Ochoa)
- Solanum tuberosum f. montticum (Bukasov & Lechn.)
- Solanum tuberosum var. multibaccatum (Bukasov & Lechn.)
- Solanum tuberosum var. murukewillu (Ochoa)
- Solanum tuberosum f. nigrum (Ochoa)
- Solanum tuberosum var. nobile (Alef.)
- Solanum tuberosum var. norfolcicum (Alef.)
- Solanum tuberosum var. nucinum (Alef.)
- Solanum tuberosum f. oculosum (Bukasov & Lechn.)
- Solanum tuberosum f. ovatum (Bukasov & Lechn.)
- Solanum tuberosum f. overita (Ochoa)
- Solanum tuberosum var. palatinatum (Alef.)
- Solanum tuberosum var. pecorum (Alef.)
- Solanum tuberosum var. peruvianum (Alef.)
- Solanum tuberosum f. pichuna (Bukasov & Lechn.)
- Solanum tuberosum f. pillicuma (Bukasov & Lechn.)
- Solanum tuberosum var. platyceras (Alef.)
- Solanum tuberosum var. polemoniifolium (J.Rémy)
- Solanum tuberosum var. praecox (Alef.)
- Solanum tuberosum var. praedicandum (Alef.)
- Solanum tuberosum f. pulo (Ochoa)
- Solanum tuberosum var. putscheanum (Alef.)
- Solanum tuberosum var. recurvatum (Bukasov & Lechn.)
- Solanum tuberosum var. reniforme (Alef.)
- Solanum tuberosum var. rockii (Alef.)
- Solanum tuberosum var. rossicum (Alef.)
- Solanum tuberosum var. rubrisuturatum (Bukasov & Lechn.)
- Solanum tuberosum var. rugiorum (Alef.)
- Solanum tuberosum var. runa (Ochoa)
- Solanum tuberosum var. sabinei (A.DC.)
- Solanum tuberosum var. saccharatum (Alef.)
- Solanum tuberosum var. salamandrinum (Alef.)
- Solanum tuberosum f. sani-imilla (Ochoa)
- Solanum tuberosum var. schnittspahnii (Alef.)
- Solanum tuberosum f. sebastianum (Bukasov & Lechn.)
- Solanum tuberosum var. sesquimensale (Alef.)
- Solanum tuberosum var. sicha (Ochoa)
- Solanum tuberosum var. sipancachi (Ochoa)
- Solanum tuberosum var. strobilinum (Alef.)
- Solanum tuberosum f. surico (Ochoa)
- Solanum tuberosum var. taraco (Ochoa)
- Solanum tuberosum var. tener (Alef.)
- Solanum tuberosum f. tenuipedicellatum (Bukasov & Lechn.)
- Solanum tuberosum f. thalassinum (Bukasov & Lechn.)
- Solanum tuberosum var. tinctorium (Alef.)
- Solanum tuberosum f. tinguipaya (Ochoa)
- Solanum tuberosum var. ulmense (Alef.)
- Solanum tuberosum var. versicolor (Alef.)
- Solanum tuberosum var. villaroella (Bukasov & Lechn.)
- Solanum tuberosum f. viride (Bukasov & Lechn.)
- Solanum tuberosum var. vuchefeldicum (Alef.)
- Solanum tuberosum var. vulgare (Macloskie)
- Solanum tuberosum var. vulgare (Hook.f.)
- Solanum tuberosum f. wila-huaycku (Ochoa)
- Solanum tuberosum f. wila-imilla (Ochoa)
- Solanum tuberosum f. wila-k'oyu (Ochoa)
- Solanum tuberosum f. wila-monda (Ochoa)
- Solanum tuberosum f. wila-pala (Ochoa)
- Solanum tuberosum var. xanthoceras (Alef.)
- Solanum tuberosum f. yurac-taraco (Ochoa)
- Solanum tuberosum var. yutuense (Bukasov & Lechn.)
- Solanum utile (Klotzsch)
- Solanum yabari (Hawkes)
- Solanum yabari var. cuzcoense (Hawkes)
- Solanum yabari var. pepino (Hawkes)
- Solanum zykinii (Lechn.)